# 101° westerlengte
101° westerlengte (ten opzichte van de nulmeridiaan) is een meridiaan of lengtegraad, onderdeel van een geografische positieaanduiding in bolcoördinaten. De lijn loopt vanaf de Noordpool naar de Noordelijke IJszee, Noord-Amerika, de Grote Oceaan, de Zuidelijke Oceaan en Antarctica en zo naar de Zuidpool.
De meridiaan op 101° westerlengte vormt een grootcirkel met de meridiaan op 79° oosterlengte. De meridiaanlijn beginnend bij de Noordpool en eindigend bij de Zuidpool gaat door de volgende landen, gebieden of zeeën. 
| Land, gebied of zee | Nauwkeurigere gegevens                                                                                              |
| ------------------- | --- |
| Noordelijke IJszee  | |
| Canada              | Nunavut - Ellef Ringnes-eiland, King Christian Island, Helena Island, Bathursteiland                                |
| Parrykanaal         | |
| Canada              | Nunavut - Prins van Wales-eiland, Victoria-eiland, Admiralty Island                                                 |
| Queen Maudgolf      | |
| Canada              | Nunavut, Manitoba                                                                                                   |
| Verenigde Staten    | North Dakota, South Dakota, Nebraska, Kansas, Oklahoma, Texas                                                       |
| Mexico              | Coahuila de Zaragoza, Nuevo León, Coahuila de Zaragoza, Zacatecas, San Luis Potosí, Guanajuato, Michoacán, Guerrero |
| Grote Oceaan        | |
| Zuidelijke Oceaan   | |
| Antarctica          | Niet-toegeëigend gebied in Antarctica                                                                               |